# Mönch
De Mönch is een berg in de Alpen in Zwitserland in het kanton Bern in het Berner Oberland.
De berg is 4107 meter hoog en werd voor het eerst beklommen op 15 augustus 1857 door Christian Almer, Christian Kaufmann, Ulrich Kaufmann en Sigismund Porges. Door de aanleg van de tandradbaan naar het bergstation Jungfraujoch (3454 m) is de berg een van de populairste vierduizenders.
De Mönch maakt deel uit van een drietal hoge bergen, die meestal in één adem worden genoemd: Eiger, Mönch en Jungfrau. De wintersportplaatsen Wengen en Grindelwald liggen aan de voet van deze bergen.